# بيدالفير

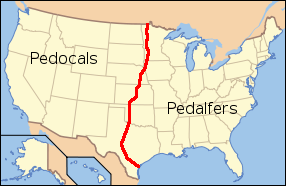
حد "مربوط" الفاصل بين بدوكال/بدالفر يقع بالقرب من خط الطول 98، ويبلغ هطول الأمطار عليه 30 بوصة سنوياً. (مسمى على اسم كرتس فلتشر مربوط، 1935)

بدالفر (بالإنجليزية: Pedalfer)‏، أو (المناخ المعتدل)، تعتمد خصائص التربة في المناطق المعتدلة في سقوط الأمطار ودرجات الحرارة، كما تعتمد أيضاً على المناخ السائد وعلى نوعية الصخر الأصلي وطول المدة اللازمة لتكون التربة وزيادة سمكها. وتقلل التجوية الشديدة وكذلك مدة التعرض من تأثير الصخر الأصلي. لذلك فقد تختلف كثيراً التربة المتكونة فوق صخر أساس جرانيتي بعد وقت قصير وفي مناخ معتدل الحرارة والرطوبة عن التربة المتكونة على صخر حجر جيري تحت نفس الظروف. فقد تظل تحتفظ التربة المتكونة فوق الجرانيت ببقايا من معادن السيليكات، والتي يغلب عليها معادن الصلصال المتكونة من الفلسبار، والتي تمثل المكون الرئيسي للصخر الأصلي. أما التربة المتكونة فوق الحجر الجيري فقد تظل تحتفظ بقليل من بقايا كربونات الكالسيوم، إلا أن معظم فتات الحجر الجيري يذوب بسهولة. أما معادن الصلصال فإنها تمثل أساسا الشوائب الموجودة في الحجر الجيري الأصلي. ومع هذا فإن الفرق بين هاتين التربتين قد يتضاءل أو حتى يختفي بعد عديد من آلاف السنين. وقد تتكون هاتان التربتان من معادن الصلصال نفسها اعتمادا على طبيعة المناخ، بعد أن فقد كلاهما كل المعادن القابلة للذوبان من الطبقات العليا.
وتسود تربة البيدالفير في المناطق التي تكون فيها الأمطار من متوسطة إلي عالية في شرق الولايات المتحدة الأمريكية ومعظم كندا وأوروبا. وتحتوي الطبقات العليا والمتوسطة من البيدالفير على وفرة من المعادن غير القابلة للذوبان مثل الكوارتز ومعادن الصلصال ونواتج تغير الحديد. أما معادن الكربونات والمعادن الأخرى القابلة للذوبان فإنها تختفي. وتعتبر البيدالفير تربة صالح للزراعة.